# Іщенко Віктор Леонідович
Віктор Леонідович Іщенко (нар. 16 березня 1966, Маслівка, Миронівський район, Київська область, УРСР) — радянський футболіст та український тренер, виступав на позиції захисника.

## Кар'єра тренера
Тренерську діяльність розпочав по завершенні ігрової кар'єри. На початку 1993 року призначений на посаду головного тренера клубу ЦСКА ВСУ (Київ), який тренував до квітня 1993 року. У травні військову команду очолив Анатолій Дем'яненко, а в червні Іщенко повернувся на посаду головного тренера київського клубу. З квітня по червень 1995 року керував клубом «Нива» (Миронівка). Потім працював у тренерському штабі київського «Арсеналу», де тренував другу молодіжну команди. У сезоні 2005/06 років обіймав посаду головного тренера клубу «Княжа» (Щасливе). Потім допомагав тренувати охтирський «Нафтовик-Укрнафту», а в серпні 2007 року виконував обов'язки головного тренера клубу з Охтирки. У сезоні 2010/11 років знову керував молодіжною командою «Арсенала» (Київ). У 2013 році керував юніорською командою «Динамо-РВУФК» (Київ). З 2014 року працював у Республіканському вищому училищі фізичної культури. З 2017 року працює тренером катарської команди «Ас-Садд U-17». Спочатку був на 3-місячному випробувальному терміні, після чого почав повноцінно працювати